# Kaoru Ikeya
Kaoru Ikeya (池谷薫) est un astronome amateur japonais né le 30 novembre 1943.
Il a découvert plusieurs comètes, dont la célèbre comète brillante C/1965 S1 (Ikeya-Seki) et la comète périodique 153P/Ikeya-Zhang qui est sa sixième comète découverte le 1er février 2002 quasi simultanément avec le Chinois Zhang Daqing. Kaoru Ikeya a fait sa première découverte en 1963 à l'aide d'un télescope optique qu'il avait fabriqué lui-même avec un petit budget.
L'astéroïde (4037) Ikeya porte son nom.